# 平賀能捷
平賀 能捷（ひらが よしかつ、1997年10月8日 - ）は、大阪府出身のサッカー選手。ポジションはFW。

## クラブ歴
FCさやまPRIMARY、川上FCに所属した。その後初芝橋本高等学校、桃山学院大学と進学した。
2019年1月にSリーグのアルビレックス新潟シンガポールに加入。
2020年2月に関西サッカーリーグ1部のレイジェンド滋賀FCに加入。
2021年1月に関東サッカーリーグ1部の東京23FCに加入。2022年1月5日に退団が発表された。